# Arles

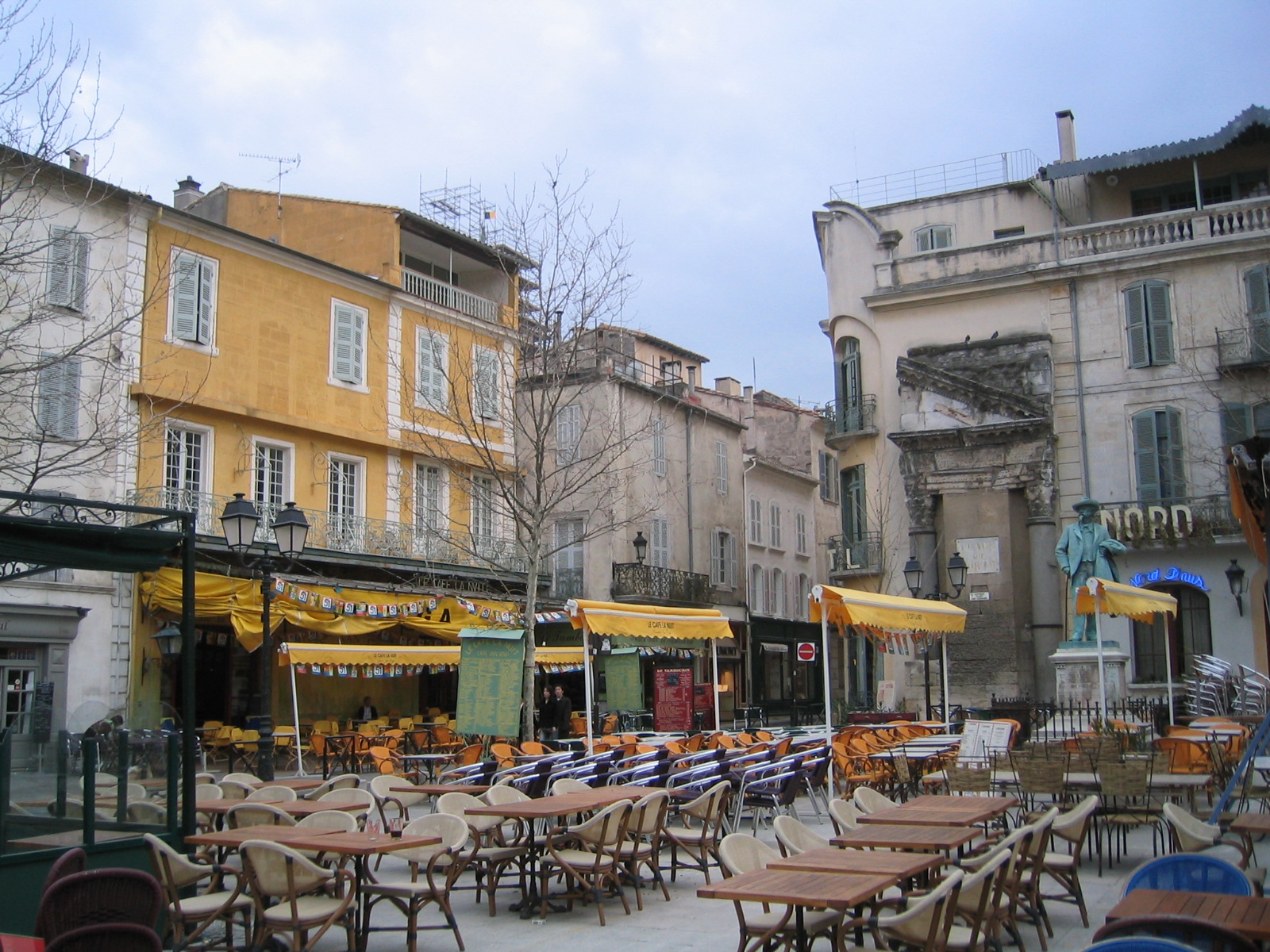
Praça em Arles (Place du Forum).

Arles (pronúncia em francês: [aʁl]; em occitano:  Arle) é uma comuna francesa do departamento de Bocas do Ródano, com cerca de 52.000 habitantes. Está unida ao mar Mediterrâneo através de um canal e fica a norte da região da Camarga, uma grande planície e zona úmida no delta do rio Ródano.
Durante o Império Romano, a cidade era conhecida como Arelate. O nome completo da colônia era Colônia Júlia Ancestral Arelatênsio dos Sextos [6ª legião] (em latim: Colonia Iulia Paterna Arelatensium Sextanorum).

## Economia
Arles é um importante centro agropecuário, comercializa vinhos e frutas.

## Monumentos
- Vestígios romanos: anfiteatro, teatro e um cemitério
- Catedral de São Trífimo (séculos XI a XV)
- Museu Lapidaire
- Igreja de Santa Ana
- Museu Arlaten
- Obelisco de Arles

## História
Arles foi fundada por colonos marselheses. Esta cidade foi um ativo porto fluvial durante a dominação romana.
Na cidade celebraram-se vários concílios, destacando-se o de 314.
Arles foi ocupada pelos Visigodos (480) e pelos Sarracenos (730).
Durante os séculos X e XI pertenceu ao reino da Borgonha, depois república independente, passando em 1251 para o poder de Carlos V de Anjo e, em 1481, para a coroa francesa.

## Personalidades
- Guilherme II da Provença foi conde desta localidade de 993 a 1018.
- Jeanne Calment, que conseguiu viver de 1875 a 1997, morrendo aos 122 anos e 169 dias.
- Vincent Van Gogh morou em Arles. Lá pintou boa parte de seus quadros. Muitos deles são os mais conhecidos hoje em dia.